# Лене Есперсен
Лене Есперсен (дан. Lene Espersen; нар. 26 вересня 1965, Хіртсхалс, Данія) — данська політична діячка і член парламенту. Член парламенту (Фолькетингу) з 1994 року, працювала міністеркою юстиції від 27 листопада 2001 по 10 вересня 2008 року і міністеркою економіки та бізнесу з 10 вересня 2008 по 23 лютого 2010 року. Перебувала на посту міністра закордонних справ Данії з 23 лютого 2010 року по 3 жовтня 2011, і була лідеркою Консервативної народної партії та заступницею прем'єр-міністра з 9 вересня 2008 до 13 січня 2011 року.

## Дитинство та студентські роки
Народилася 26 вересня 1965 року в данському місті Хіртсхалс в сім'ї судновласника Олі Петера Есперсена і його дружини Інґе Тангорд, за професією бухгалтера. Вищу освіту здобула в місті Орхус, ставши кандидатом економічних наук у 1990 році. Активною громадською та політичною діяльністю стала займатися ще у студентські роки.

## Політична кар'єра
До обрання в Фолькетинг Лене обіймала посаду аналітика і консультанта з ринкових питань. Серйозна партійна діяльність почалася в 1993 році, коли її висунули кандидаткою від Консервативної народної партії в місті Рінкебінг. Через рік балотувалася до Європарламенту, але не пройшла. На посту міністра юстиції відразу стала найвідомішою фігурою в Данії. Сталося це після того, як у Данії був затриманий один з лідерів чеченської опозиції Ахмед Закаєв. Їй довелося пояснювати пресі «чеченську» політику Копенгагена. 10 вересня 2008 року була обрана на пост міністра економіки та бізнесу, а 23 лютого 2010 року отримала посаду міністра закордонних справ.
Неоднократно висловлювалася, що мусульманська загроза для Данії є серйознішою ніж кліматичні проблеми. Також Лене Есперсен була також учасницею зустрічей Тристоронньої комісії в 2002 і 2005 роках. Серед останніх робіт Есперсен посту міністра закордонних справ була стратегія по Арктиці з 2011 по 2020 рік, яка була представлена публіці в серпні 2011 року. Стратегія по Арктиці була підготовлена на основі прогнозованих змін клімату та можливий видобуток нафти, газу та мінеральних ресурсів.
О 19.00 13 січня 2011 року, після прибуття до Данії з робочої поїздки в Катар, Лене Есперсен оголосила на прес-конференції, що вона іде з посади лідера консерваторів. Ця заява була зроблена після кількох місяців збільшення тиску на Лене, у зв'язку з тим, що на певні моменти, що стосуються її трудової етики, були засуджені державними чиновниками, а також через зниження громадської підтримки Консервативної партії. Під час перебування Лене на посаді політичного лідера, підтримка Консервативної народної партії була скорочена з приблизно 10 % до рівня нижче 5 %. 14 січня Ларс Барфоуд змінив Лене Есперсен на посаді політичного лідера Консервативної народної партії.

## Особисте життя
Одружилася 12 червня 1999 року. Чоловік — Денні Фелтман Есперсен. Чим займається чоловік — невідомо, оскільки надає перевагу перебуванню в тіні своєї дружини. Разом виховують двох дітей.

## Цікаві факти
1. Лене Есперсен найбільше запам'яталася данцям тим, що передвиборчу кампанію вела, будучи вагітною. І вже, коли була призначена міністром, народила хлопчика.
2. Лене є сестрою актриси Ганни Софі Есперсен.